# Западна група партизанских одреда 10. корпуса НОВЈ
Западна група народноослободилачких партизанских (НОП) одреда Десетог загребачког корпуса НОВЈ је била партизанска формација у саставу Народноослободилачке војске и партизанских одреда Југославије током Другог светског рата у Хрватској.

## Историјат
Формирана је 19. јануара 1944. од Калничког, Загорског и Загребачког НОП одреда. Почетком фебруара формиран је Ударни батаљон, нешто касније Извиђачка чета, Вод за везу и Болнички вод. Ударни батаљон и два батаљона Загорског НОП одреда ушли су 10. маја у новоформирану 1. загорску НО бригаду. Група одреда дејствовала је у Хрватском загорју, Пригорју, на ширем подручју Загреба северно од реке Саве, Калнику и Подравини, а повремено и у Мославини. Њене јединице су 30. јануара нанеле код Радобоја немачким снагама губитке од 80 погинулих и рањених, а 3. фебруара одбијале напад немачких јединица из
Крапине и Светог Крижа (Криж), 24. фебруара су се под притиском надмоћних немачких и усташких снага повукле на краће време на Калник; 11. марта су напале транспорт немачких и домобранских војника на прузи Загреб—Забок (погинуло је 40, утопило се у ријеци Крапини 25, а заробљено 97 непријатељевих војника); 27. марта код Житњака (близу Загреба) успешно су напале делове Павелићевог тјелесног здруга, а 30. марта водиле жестоке борбе у рејону Лудбрега; 20. априла разоружале су непријатељеву посаду у Светом Ивану (Зелина); у мају ослобађају Белец, Доње Орешје и Чучерје и воде борбе код Св. Крижа; у јулу воде борбе у рејону Горњег Крижа, Тополовца и Павлин Клоштра и у ширем рејону Бјеловара, док су железничку пругу Загреб—Вараждин порушили на 56 места. Јединице Западне групе одреда ослободиле су 12. септембра Забок. Од средине септембра 1944. до почетка фебруара 1945. Западна група одреда садејствовала је јединицама 10. корпуса; 10. октобра ослободила је Бедековчину и Црквену Вес, 13. октобра код села Луковчака одбила напад двеју немачких чета из Крапине, а 28. децембра водила жестоке борбе против усташа код Света Три Краља. Крајем децембра 1944. Западна група одреда је имала 2423 борца наоружана са 1235 пушака, 234 аутомата, 124 пушкомитраљеза, 2 митраљеза, 5 минобацача, 14 противтенковских пушака и 4 противтенковска бацача. Расформирана је 11. фебруара 1945; одреди су стављени под команду Штаба 10. корпуса, а 1. загорска НО бригада ушла је у састав 32. дивизијеНОВЈ.